# Отіньї (Фрібур)
Отіньї (фр. Autigny) — громада  в Швейцарії в кантоні Фрібур, округ Сарін.

## Географія
Громада розташована на відстані близько 45 км на південний захід від Берна, 13 км на південний захід від Фрібура.
Отіньї має площу 6,2 км², з яких на 6,8% дозволяється будівництво (житлове та будівництво доріг), 70,2% використовуються в сільськогосподарських цілях, 21,6% зайнято лісами, 1,5% не є продуктивними (річки, льодовики або гори).

## Демографія
2019 року в громаді мешкало 796 осіб (+15,5% порівняно з 2010 роком), іноземців було 16,1%. Густота населення становила 128 осіб/км².
За віковим діапазоном населення розподілялося таким чином: 21,9% — особи молодші 20 років, 65,6% — особи у віці 20—64 років, 12,6% — особи у віці 65 років та старші. Було 317 помешкань (у середньому 2,5 особи в помешканні).
Із загальної кількості 126 працюючих 48 було зайнятих в первинному секторі, 18 — в обробній промисловості, 60 — в галузі послуг.